# 三岩
三岩（藏語：ས་ངན，威利转写：sa ngan），又稱桑岩、山岩，是中国川藏界河金沙江的一段險要河谷地區，自古為川藏兩不管的封閉社會，在清末民初多次搶劫喇嘛和漢人官員而留下諸多史料。按驻藏办事大臣趙爾豐所奏「三岩[...]尚不属藏，亦未服汉管」。1910年清軍入藏，趙爾豐順道平定三岩，改土歸流。
三岩地區大體在金沙江西岸，金沙江西岸屬西藏貢覺縣，置副縣級的三岩办事处，下辖克日乡、罗麦乡、沙东乡、敏都乡（办事处駐地）、雄松乡、木协乡，因為行政級別常稱「三岩片區」或「三岩片」。東岸屬四川白玉縣，稱山岩鄉。三岩距兩縣縣城均有雪山阻隔，其中與貢覺縣距128公里。

## 歷史
三岩人口耳相傳是西藏古格王朝（在西藏西部阿里地區）的後裔。有考據指三岩是父系氏族文化的活化石。

## 經濟
因為土地貧瘠，2018年5月開始西藏自治區政府開展扶貧搬家計劃。

## 引用文獻
1. ↑  陈观胜 安才旦.  (M) 1. 北京: 外文出版社. 2004年4月: 277. ISBN 7-119-03497-9.
2. 1 2  林俊华. . 西藏旅游. 2003年第2期  [2020-03-02]. （原始内容存档于2020-03-02）.
3. ↑  吴彦勤、吕昭义、李志农.  (PDF). 西南边疆民族研究. 2003年第1期  [2020-03-02]. （原始内容 (PDF)存档于2020-03-02）. . 引文原出於吴丰培(1984) 赵尔丰川边奏牍[M]． 四川：四川民族出版社，393頁.
4. 1 2  . 凤凰网轉載央视网. 2020-01-08 22:22:33  [2020-03-02]. （原始内容存档于2020-03-02）.
5. ↑  范河川(2000). 父系原始文化的活化石——山岩戈巴. 四川大学出版社.